# Курчи (кавалерия)
Курчи — (азерб. Qurçu, тур. Kurçu — охраняющий, предположительно от монг. xorci — стрелок) — род кавалерии в государстве Сефевидов.

## История

### Сефевидское государство
Курчи — в Сефевидском государстве, первоначальное обозначение оруженосцев, феодальных дружин кызылбашских эмиров. Позднее из них был составлен отборный кавалерийский корпус конных лучников постоянного сефевидского войска. В корпус отбирали отлично зарекомендовавших себя на службе воинов из кызылбашских племен.
При шахе Аббасе I был сформирован корпус шахских курчи, личной шахской охраны (гвардии), чья численность составляла около 12 000 воинов. Каждый курчи имел свой собственный отряд от пяти до пятидесяти вооружённых слуг — мулазимов.
Должность командира шахских курчи — курчи-баши (голова курчи), на которую назначались видные кызылбашские эмиры. Курчи-баши являлся одним из семи «столпов державы» (аркане доулет), с совещательным правом, входившими в «высочайший меджлис» (меджлисе ала), существовавшем при шахе.

### Бухарское ханство
В Бухарском ханстве термином курчи обозначали телохранителя, охранника должностного лица.